# Huddunge distrikt
Huddunge distrikt är ett distrikt som ligger i centrala Heby kommun, i Uppsala län. 

## Tidigare administrativ tillhörighet
Distriktet inrättades 2016 och utgörs av socknen Huddunge i Heby kommun.
Området motsvarar den omfattning Huddunge församling hade vid årsskiftet 1999/2000.